# 納爾遜鎮區 (堪薩斯州克勞德縣)
納爾遜鎮區（英語：Nelson Township）為位在美國堪薩斯州克勞德縣的鎮區。2010年美国人口普查中該鎮區人口有109人。

## 歷史
納爾遜鎮區於1872年設立。

## 地理
納爾遜鎮區涵蓋面積91.25平方（35.23平方英里），境內無城市設立。

### 墓園
根據美國地質調查局的資料，此鎮區擁有2座墓園：
- 納爾遜墓園（Nelson Cemetery）
- 賴斯墓園（Rice Cemetery）

## 人口統計
根據2010年美國人口普查，納爾遜鎮區人口有109人，人口密度為1.19人/每平方公里。此鎮區居民之種族有100%為白人；0%為非裔美洲人；0%為美洲原住民；0%為亞洲人；0%為太平洋島民；0%為其他種族；另外有0%為混血種族。而西班牙裔或拉丁裔美洲人佔此鎮區人口的1.83%。

## 外部連結
- US-Counties.com
- City-Data.com （页面存档备份，存于）